# Winkler Gábor (vegyészmérnök)
Winkler Gábor (Budapest, 1938. augusztus 12. –) vegyészmérnök.

## Életrajza
1961-ben végezte el a Budapesti Műszaki Egyetem Vegyészmérnöki Karát. Ezután a Tiszai Vegyi Kombinát építésén dolgozott, majd ott lett a Távlati Fejlesztési Osztály vezetője.
1968-ban Budapestre költözött, a német Bayer konszern szakértője lett. Megszervezte a Xylamon-Xyladekor favédő szerek, a Sziloplaszt szilikongumi-tömítők és a színes beton magyarországi gyártását.
1970-ben megvédte műszaki doktori disszertációját gázanalízis témában.
1973-tól a bécsi kereskedelmi kirendeltségen vegyipari titkárként dolgozott, majd a Chemolimpex külkereskedelmi vállalathoz került. Itt először főosztályvezető, majd kereskedelmi igazgató volt.
1987-ben megvédte kandidátusi disszertációját épületek vízgőzháztartása témában.
1986-tól 1991-ig a Chemolimpex frankfurti vegyesvállalatát vezette.[forrás?] Ezt követően megalapította, és 2013-ban való nyugalomba vonulásáig vezette Németországban a Dr. Winkler Pharma GmbH vállalatot.[forrás?]
Nős, egy fia és négy unokája van.

## Írói pályafutása
Munkája mellett irodalmi munkásságba kezdett. Sorban jelennek meg true-crime műfajú regényei, melyek megtörtént, elsősorban politikai vonzatú események köré írt történetek. Írói neve William G. Winkler.

### Regényei
- A pénzváltó (Atlantic Press Kiadó)
- A 210-es izotóp (Atlantic Press Kiadó)
- A Holland alagút (Atlantic Press Kiadó)
- Zokog a Föld (Atlantic Press Kiadó)
- Sabine (Atlantic Press Kiadó)
- Lánykereskedők (Atlantic Press Kiadó)
- Friss hús (Atlantic Press Kiadó)
- A méreg útja (Atlantic Press Kiadó)